# Tapal Medio
Tapal Medio es un caserío peruano ubicado en el distrito de Ayabaca, perteneciente a la provincia homónima del departamento de Piura, al norte del Perú. 

## Ubicación
Tapal Medio se ubica al este de la provincia de Ayabaca, en el distrito de Ayabaca, en el departamento de Piura.

## Demografía
En 2017 Tapal Medio tenía una población de 470 habitantes.
| Gráfica de evolución demográfica de Tapal Medio entre 1993 y 2017 |
|                                                                   |
| Fuentes: Población 1993 y 2017                                    |